# Centralamerikansk sparvuggla
Centralamerikansk sparvuggla (Glaucidium griseiceps) är en fågel i familjen ugglor inom ordningen ugglefåglar. Den förekommer som namnet avslöjar i Centralamerika, från södra Mexiko till Panama, men den har även nyligen påträffats i Colombia och Ecuador. Beståndet är relativt litet men anses ändå vara livskraftigt.

## Utseende och läten
Centralamerikansk sparvuggla är en mycket liten (13–18 cm) uggla. På huvudet är den brungrå till gråbrun på hjässa och nacke, fram på hjässan med små beigefärgade eller vitaktiga prickar. I nacken syns de för sparvugglor så karakteristiska ögonlika teckningarna. Ovansidan är rent varmbrun, stjärten brun med två till fyra brutna ljusa band på ovansidan. Undersidan är vitaktig med rostbrun längsstreckning. Ögonen är gula och tårna gulaktiga. Ungfågeln har ofläckat grå hjässa och nacke som kontrasterar med den bruna ovansidan. Stjärtbanden är ljust kanelbruna.
Lätet består av en kort serie med ihåliga visslingar. Den inleds med två till fyra toner, följt av en mycket kort paus och därefter en serie med sex till 18 likartade toner.

## Utbredning och systematik
Centralamerikansk sparvuggla behandlas antingen som monotypisk eller delas in i tre underarter med följande utbredning:
- Glaucidium griseiceps occultum – förekommer i sydöstra Mexiko (sydöstra Veracruz, norra Oaxaca och Chiapas)
- Glaucidium griseiceps griseiceps – förekommer i Guatemala, Belize och Honduras
- Glaucidium griseiceps rarum – förekommer i Costa Rica och Panama

Arten har även nyligen påträffats i Ecuador och Colombia. Den antas vara huvdsakligen stannfågel.

### Artstatus
Fram tills relativt nyligen ansågs centralamerikansk sparvuggla vara en del av dvärgsparvugglan (Glaucidium minutissimum), men lätena skiljer sig.

## Levnadssätt
Centralamerikansk sparvuggla hittas i fuktig tropisk städsegrön skog och intilligande högväxt ungskog eller kakaoplantage, alltså i mer slutna miljöer än den större rostsparvugglan som den delvis delar utbredningsområde med. Den förekommer både i låglänta områden och lägre bergstrakter, från havsnivån till 800 meters höjd i Costa Rica, till 1200 meters höjd i Mexiko och Honduras samt till 1300 meters höjd i Guatemala. Den nyfunna populationen i Ecuador är känd från fuktig skog och skogsbryn på 200–600 meters höjd.

### Föda
Liksom andra sparvugglor är den delvis daglevande. Födan är dåligt känd, men består troligen av större insekter och andra ryggradslösa djur som spindlar, men även reptiler, småfåglar som tangaror och små däggdjur.

### Häckning
Häckningsbiologin är mycket dåligt känd. Den rapporteras lägga ägg från april–maj och häcka i ett trädhål, antingen naturligt eller ett använt hackspettshål. Däri lägger den två till fyra ägg.

## Status
Arten har ett stort utbredningsområde, beståndet anses stabilt och det tros inte föreligga några större hot. Internationella naturvårdsunionen IUCN listar den därför som livskraftig (LC). Världspopulationen är dock rätt liten, uppskattad till under 50 000 individer.

## Namn
Det vetenskapliga artnamnet griseiceps betyder "gråhättad".